# Зърновци
Зърновци (на македонска литературна норма: Зрновци) е село в източната част на Северна Македония. Зърновци е най-голямото село и център на едноименната малка селска община Зърновци.

## Етимология
Името на селото е от зърно < праславянското *zьrna.

## География
Селото е разположено в долината на река Брегалница, на левия и бряг, като през самото село преминава левият приток на Брегалница Зърновица (Зърновишката, Зърновската река), от юг на селото остават склоновете на Плачковица. Най-близката жп гара е в град Кочани отстоящ на 7 km северно от селото. От Скопие селото отстои на 134 km, от граничен пункт Царево село (Делчево) на българо-македонската граница 60 km.

## История
Църквата „Свети Димитър“ е изградена в XVIII век. В XIX век Зърновци е голямо смесено село в Кочанска кааза на Османската империя. Според статистиката на Васил Кънчов („Македония. Етнография и статистика“) от 1900 г. Зърновци има 1880 жители, от които 700 българи християни, 1000 турци и 180 цигани.
Гьорче Петров („Материали по изучаванието на Македония“), в края на ХІХ век отбелязва Зърновци като село с добре развито земеделие, в което се отглеждат ориз, тютюн, дини, памук, орехи, кестени, боб и други култури и определя броя на къщите на около 200, от които едната половина български, а другата – турски.
В началото на XX век жителите на селото са под върховенството на Българската екзархия. По данни на секретаря на екзархията Димитър Мишев („La Macédoine et sa Population Chrétienne“) през 1905 година в Зърновци има 720 българи екзархисти и работи българско училище.
При избухването на Балканската война 15 души от Зърновци са доброволци в Македоно-одринското опълчение.
След Междусъюзническата война в 1913 година селото попада в Сърбия.
Според Димитър Гаджанов в 1916 година в Зърновци живеят 431 турци, 114 цигани мохамедани и 639 българи.
По време на българското управление във Вардарска Македония в годините на Втората световна война, Александър Ив. Илиев от Селище, Горноджумайско, е български кмет на Зърновци от 19 август 1941 година до 20 януари 1944 година.
Според преброяването от 2002 година селото има 2221 жители, от които:
| Националност | Всичко |
| македонци    | 2217   |
| албанци      | 0      |
| турци        | 0      |
| роми         | 0      |
| власи        | 0      |
| сърби        | 2      |
| бошняци      | 0      |
| други        | 2      |

## Личности
Родени в Зърновци
- Ангел Донев Георгиев, (1883 – след 1943), македоно-одрински опълченец, служил в 1-а рота на 11-а серска дружина,[10][11] на 6 април 1943 година, като жител на Одрено, подава документи за българска народна пенсия,[11] която е отпусната от Министерския съвет на Царство България[12]
- Алекса Трифунов (1878 – 1905), български революционер от ВМОРО, четник на Никола Сарафов[13] и на Цено Куртев[14]
- Георги Ефремов Стоилков (1880 - след 1943), македоно-одрински опълченец, земеделец, IV отделение, служил в четата на Еротей Николов и във 2-ра рота на 7-а кумановска дружина и във 2-ра рота на 14-а воденска дружина;[15] на 11 април 1943 година като жител на Зърновци подава молба за българска народна пенсия, която е е одобрена и пенсията е отпусната от Министерския съвет на Царство България[16]
- Григор Трифонов Гоцев (1875 - след 1943), македоно-одрински опълченец, земеделец, неграмотен, служил в четата на Симеон Георгиев, във 2-ра рота на 7-а кумановска дружина и във 2-ра рота на 14-а воденска дружина;[17] на 15 април 1943 година като жител на Зърновци подава молба за българска народна пенсия, която е е одобрена и пенсията е отпусната от Министерския съвет на Царство България[18]
- Димитър Павлов, български революционер, деец на ВМРО[19]
- Иван Момчилов, български революционер, деец на ВМРО[19]
- Иван Стойков (1855 – 1931), български църковен певец и деец
- Лазар Й. Гаврилов, български революционер, деец на ВМРО[19]
- Серафим Андонов, български революционер от ВМОРО, четник на Коце Алексиев[20]
- Филип Лазаров, български революционер от ВМОРО, четник на Никола Сарафов[13]

## Икономика
От векове района по поречието на Брегалница е известен с оризопроизводството. От землището на Зърновци 57% заемата горите, а 32% земеделските площи, в които главно място заема отглеждането на ориз. Освен със земеделие населението е ангажирано в шивашко произвидство, услуги, дървообрабортване.

## Обществени институции
Зърновци разполага с основно училище „Тодор Арсов“, Дом на културата и кино зала, футболно игрище с трибуни, малък пазар, амбулантна, поща.